# トーリードのイフィジェニー

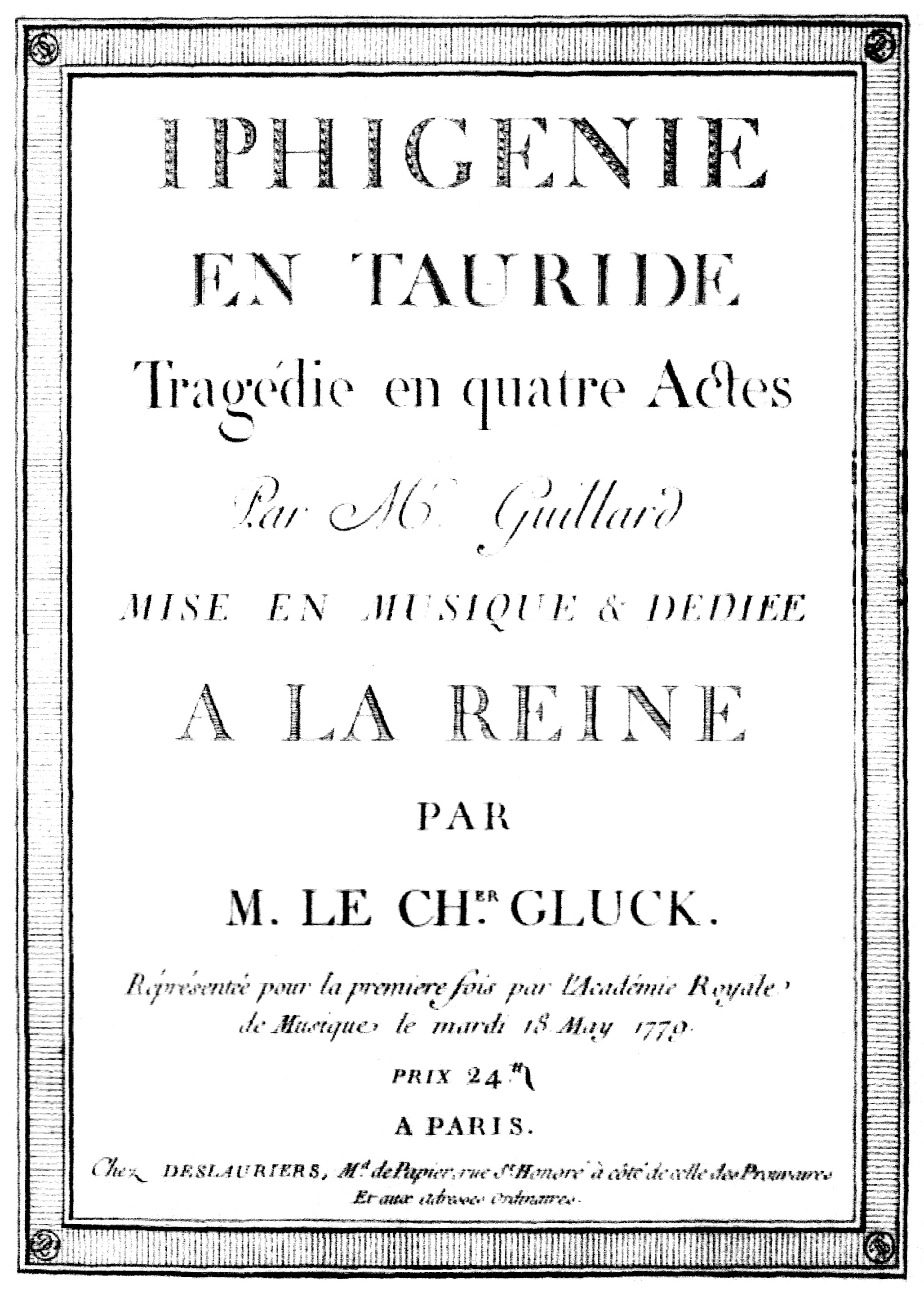
初版の楽譜の表紙

『トーリードのイフィジェニー』（フランス語: Iphigénie en Tauride、ドイツ語: Iphigenie auf Tauris）は、クリストフ・ヴィリバルト・グルックが作曲した全4幕のフランス語のオペラ。『トリドのイフィジェニー』、あるいはドイツ語読みで『タウリスのイフィゲニア』とも表記される。1779年 5月18日に パリ・オペラ座にて初演された。『オルフェオとエウリディーチェ』のような知名度はない。

## 概要

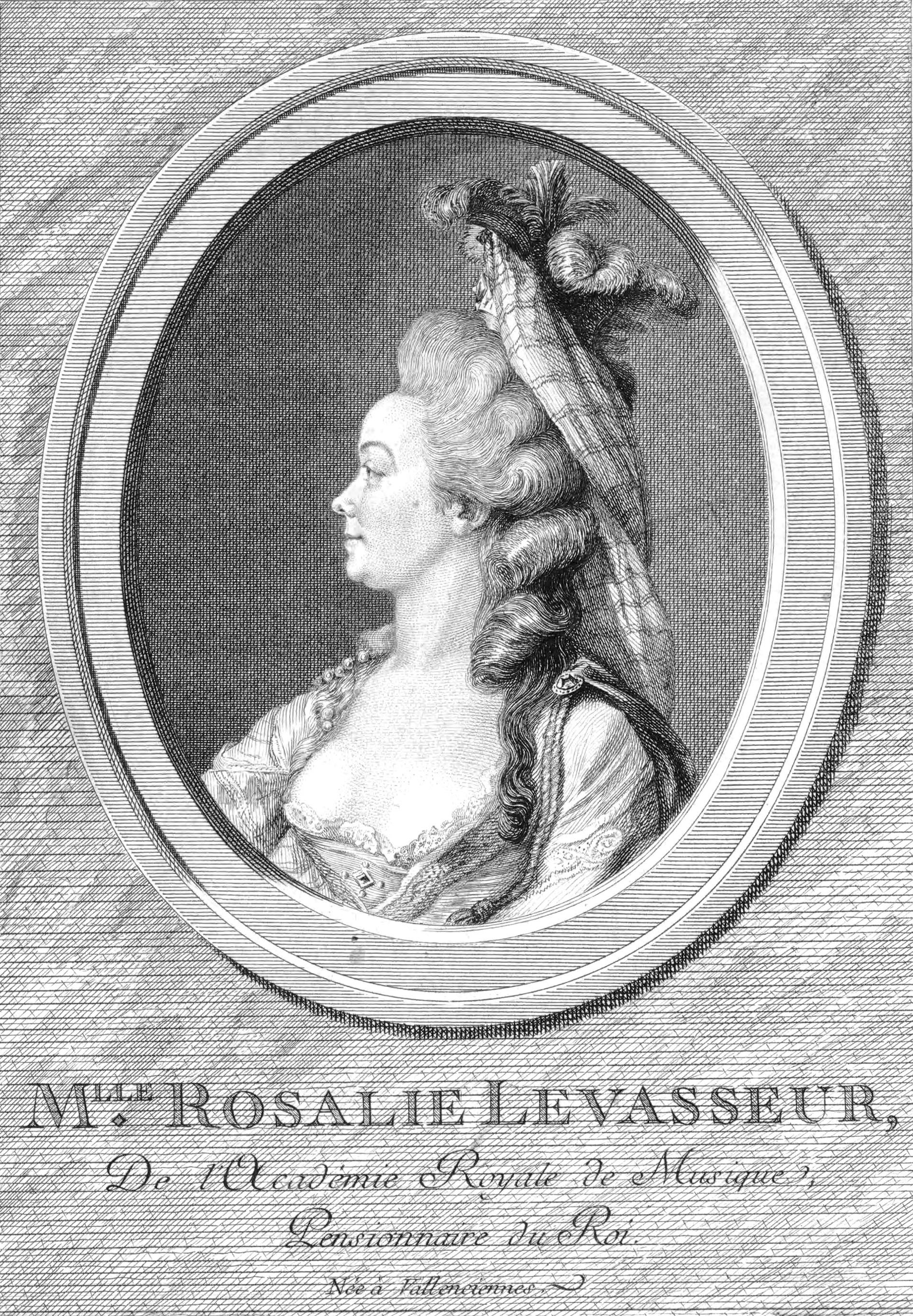
イフィジェニーを演じたロザリー・ルヴァスール

リブレットはエウリピデスの『タウリケのイピゲネイア』に基づくギモン・ド・ラ・トゥッシュの同名の戯曲『トーリードのイフィジェニー』 (Iphigenie en Tauride) を原作としてニコラ＝フランソワ・ギヤールがフランス語で作成した。本作はグルックの革新的オペラの最後の抒情悲劇であり、ドラマの一貫性を最も見事に達成している。『オペラ史』を著したD・J・グラウトは「本作は彼の最高傑作とみなされ、－中略－このリブレットはグルックが手掛けた最も優れた歌詞であり、作品自体はギリシャ悲劇の復興の理想に最大限に近づいた真の楽劇である。そこには古代と現代のモチーフが不思議にしかも巧みに結び合わされている。人間をカタストロフに追いやる目に見えぬ冷酷な運命の力、陰惨な妄信に狂うトアスの残虐、オレストの恐ろしい心の悩み、彼とピュラードの友情、オレストとイフィジェニーの神秘的な姉弟愛など、それらの全てがグルックに最高の力を発揮させるように予め仕組まれていた」と解説している。『新グローヴ・オペラ事典』では「本作はグルックの作曲家としての頂点をなす最高傑作である。それはオペラ作曲家としての彼の長年の経験と、彼が出会ったおそらく最良の台本が結実した結果、生まれたものだ。このオペラはグルックの作品の中でもとりわけ、しっかりとした構造を持ったものの一つに数えられる。筋の展開は早く、劇的緊張が長く緩和されることは稀だが、それでも劇的あるいは音楽的に大きく展開して見せる余地は確保されている。－中略－イタリア風の美しいアリアとフランス風の朗誦バランスが考慮されており、その結果、流れるような音楽構造が実現されている」と評価している。

## グルック・ピッチンニ論争

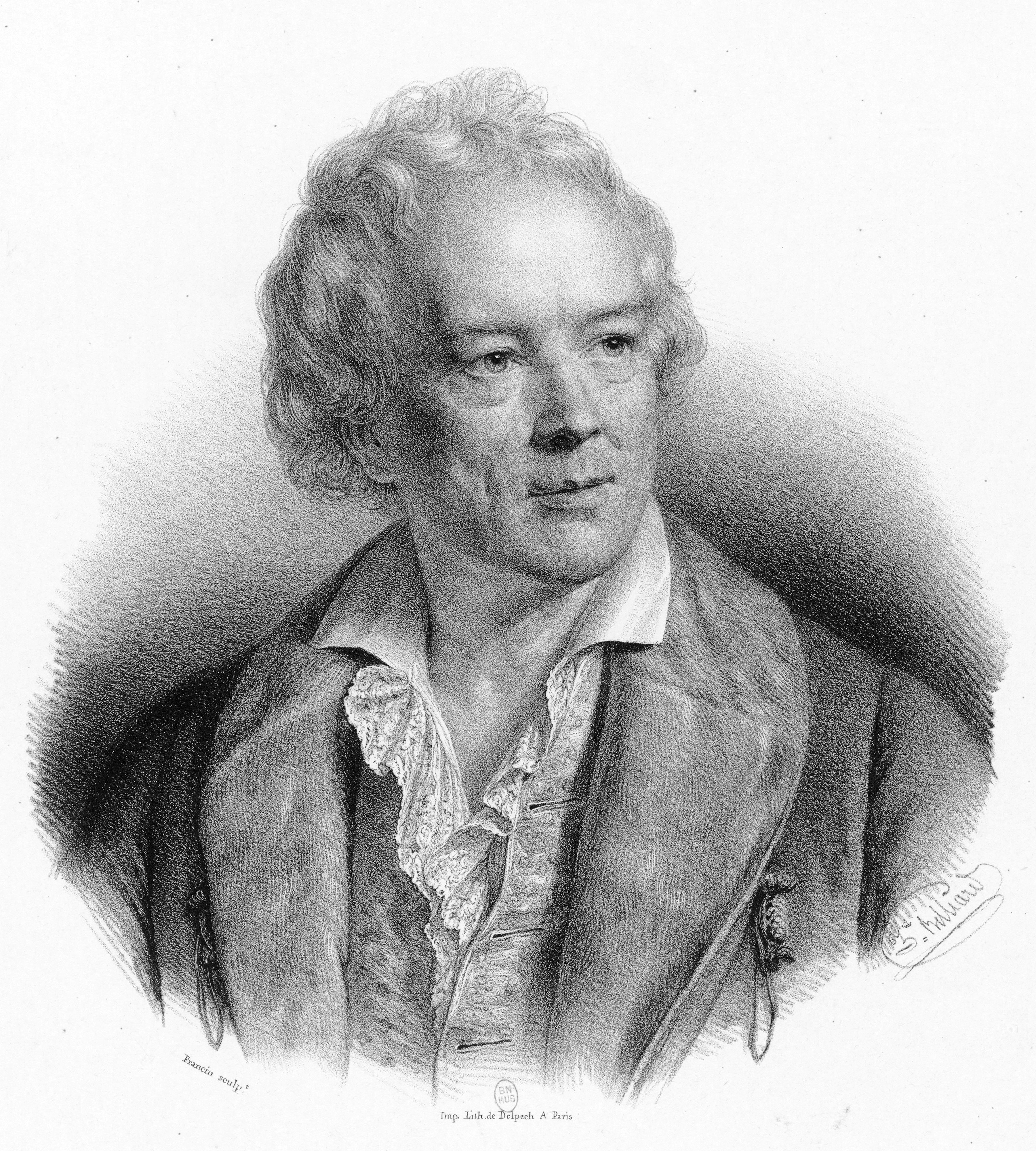
ベリヤールによるグルック

この論争は1750年代に起こったブフォン論争が再燃するような形となった。マリー・アントワネットの庇護のもとパリに出てきていたグルックは1777年 9月にフィリップ・キノーの台本によるフランス語オペラ『アルミード』をパリ・オペラ座で初演したが、それほど成功したといえなかったばかりでなく、イタリア・オペラを支持する《ラ・アルプ》がこれを批判し、ジャン＝フランソワ・マルモンテルやダランベールなども加わって、パリで新しいオペラを用意していたイタリアのオペラ作曲家ニコロ・ピッチンニを支持する彼らが、グルック支持派との論争を展開してゆく。このいわゆる「グルック・ピッチンニ論争」は多分にオーストリア出身の王妃に対する批判という政治的な性格の強いものだったが、1778年1月のピッチンニのフランス語オペラ『ロラン』（マルモンテル台本）の初演の成功後、グルック派のオペラ座の支配人が仕掛けた、同じ題材によるグルックとピッチンニの新作オペラの競演へとつながっていった。「グルックは詩の持つ演劇性と音楽とを結びつけ、自らの改革理念を完成させたグルックによる本作は、ピッチンニによる1781年の作品を結果的に打ち破ることになった」ということである。本作はグルックのオペラ改革を具現化した作品と見られる。

## 初演後
グルックは1781年 10月23日のウィーン初演のためにドイツ語版を作成し、オレストをバリトンからテノールに変更するなど手を加えている。イギリス初演は1796年 4月7日にロンドンのキングズ劇場にてロレンツォ・ダ・ポンテのイタリア語翻訳版で行われた。出演はジョルジ・バンティ、ロセッリ、ヴィガノーニ、ロデヴィーノであった。また「リヒャルト・シュトラウス は1889年にヴァイマルの宮廷歌劇場での上演のために自らの手でドイツ語による新稿を作成している。この稿は20世紀初頭にはしばしば上演されたが、現在ではほとんど採り上げられなくなっている」。アメリカ初演は1916年 11月25日にニューヨークのメトロポリタン歌劇場で行われた。出演はクルト、センバッハ、ヴァイルらで、指揮はボダンツキーであった。日本初演は1968年に東京声専音楽学校により杉並公会堂にて行われた。

## リブレットとギリシア悲劇

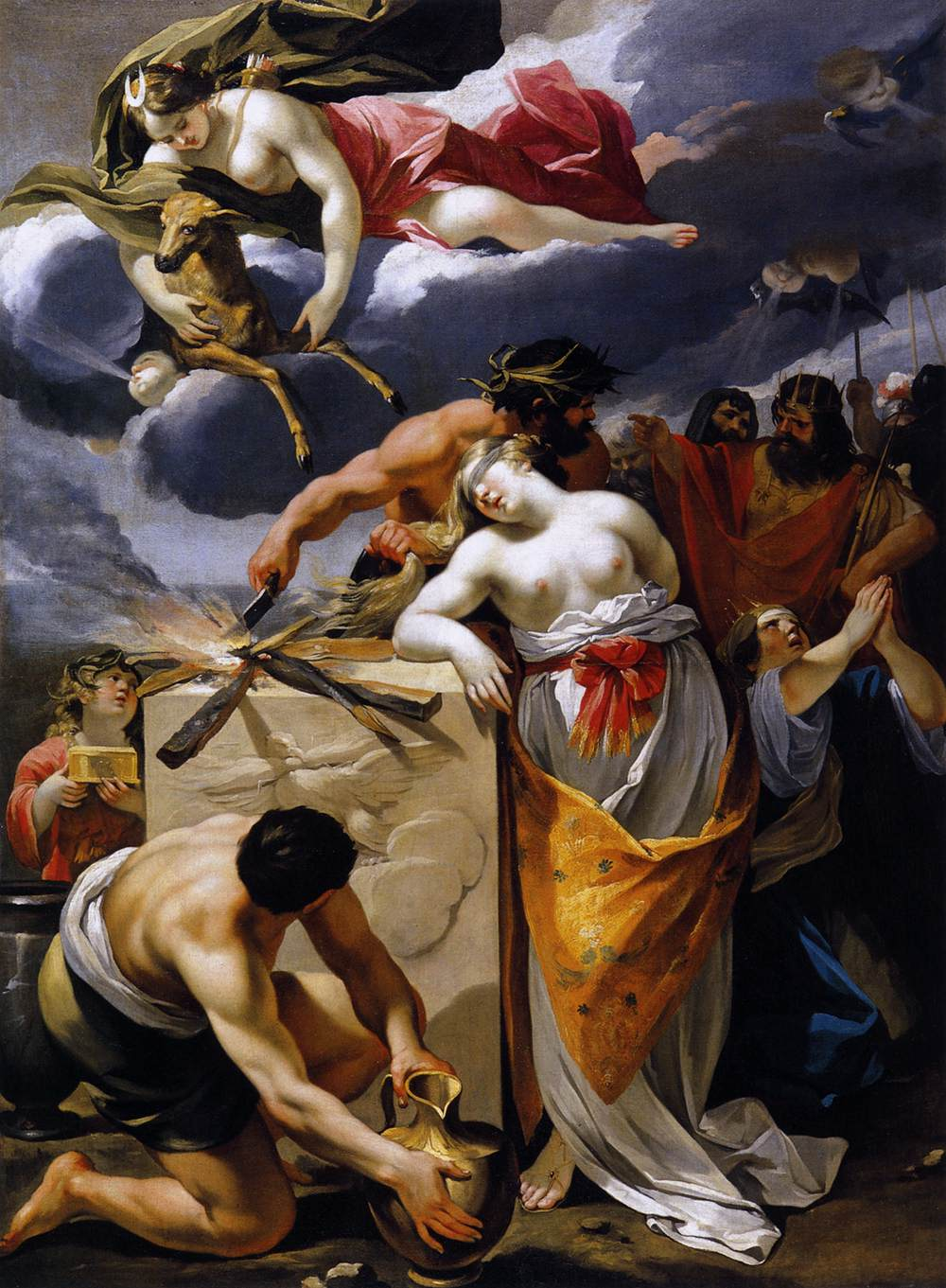
フランソワ・ペリエによる生贄にされるイフィジェニー(1766年)

本作は「グルック自身の『オーリードのイフィジェニー』（1774年）の後日譚とも言える作品で、父アガメムノンが大軍を率いてトロイに出征する際、父の失策の償いのためイフィジェニーは生贄にされ、祭壇で死ぬ羽目になった。その時、女神ディアヌが罪なき少女イフィジェニーの犠牲を哀れみ、トーリードの地に運んだ」、そして、イフィジェニーは巫女になったというところから始まっている。ギリシア神話とリブレットの筋で最も大きな相違は本作では終幕の幕切れで、ディアヌが降臨し、あっさりイフィジェニーたちを帰国させてしまう。しかし、「エウリピデスの作では、一波乱あり、イフィジェニーがトアス王を欺き、オレストらと脱出を試みる。彼女は王に犠牲に捧げようとした2人の異国人が共に母親殺しの大罪を犯していたことが分かったため、神像もろとも血の穢れを海の水で払う儀式をしなければ、スキタイの町も危ういと説得、全ての人々を遠ざけさせ、秘儀を行うと見せかけて、船で逃れようとする。手に汗握る脱出劇が不審を抱いた王の追手により、今や危うしという段になり、天上からアテナ女神の声がして、一同の帰国が許される」という筋立てになっている。

## 後世への影響
グラウトによれば「後世の作曲家に対するグルックの影響は比較的少ない。彼は楽派を築かず、また数えるほどの弟子もなかった。彼の英雄的な主題に基づく荘重な正歌劇のスタイルは彼の以前の敵ピッチンニやその弟子サリエリ、さらにケルビーニ、メユール、スポンティーニなどを通じ彼の最大の精神的継承者であるベルリオーズにまで及んでいる。だが、この系図は劇的な狙いと理想の類似によるもので、音楽的表現の手法が実際に似ているからではない」と述べている。さらに、グラウトは「われわれはモンテヴェルディ、グルック、ワーグナーの３人をオペラ史上の革命的な人物と見ることに慣れているが、普通彼らが過去のものを拒んだ点に重きを置きすぎる傾向があり、どの場合でも結局最後には、仮に新しい衣装をまとい、新しい意味を帯びているにせよ、過去の多数の音楽上の遺産が再びとりあげられ、その結果、オペラの音楽的実体が一層豊かになったという事実を見落としがちである」と興味深い指摘をしている。グルックの例なら、彼の革新的オペラが自ら否定したはずの「彼自身の古いイタリア・オペラからの借用で成り立っている」という明らかな事実が存在するのである。

## 関連作品
- 『トーリードのイフィジェニー（英語版）』（1704年）:　アンドレ・カンプラとアンリ・デマレによる共作
- トンマーゾ・トラエッタによる同名のオペラ(1763年）
- 『トーリードのイフィジェニー（英語版）』（1781年）:　ピッチンニによる作品などがある[16]。

## 楽器編成
- 木管楽器:ピッコロ1、 フルート2、オーボエ2、クラリネット2、バスーン2
- 金管楽器:ホルン2、トランペット2、 トロンボーン2
- 打楽器:ティンパニ 、太鼓、タンバリン、トライアングル、シンバル
- 弦五部 、チェンバロ

## 演奏時間
第1幕30分、第2幕35分、第3幕20分、第4幕22分、合計約1時間47分

## 登場人物
| 人物名         | 原語                      | 声域     | 役                                            | 1779年5月18日初演のキャスト 指揮者： ルイ・ジョゼフ・フランクール |
| -------------- | ------------------------- | -------- | --------------------------------------------- | ----------------------------------------------------------------- |
| イフィジェニー | Iphigenie                 | ソプラノ | ディアヌに仕える女祭司長 ミケーネの王族の一人 | ロザリー・ルヴァスール                                            |
| オレスト       | Oreste                    | バリトン | ミケーネの王 イフィジェニーの弟               | アンリ・ラリヴェー                                                |
| ピュラード     | Pylade                    | テノール | フォキスの王 オレストの友人                   | ジョセフ・ルグロ                                                  |
| トアス         | Thoas                     | バス     | トーリードの王                                | モロー                                                            |
| ディアヌ       | Diane                     | ソプラノ | 狩りの女神（アルテミス）                      | シャトーヴュー                                                    |
| 祭司長         | Un minister du sanctuaire | バス     | －                                            | －                                                                |
| スキタイ人     | Un Scythe                 | バス     | －                                            | －                                                                |

合唱：女祭司たち、スキタイ人、ギリシャ人、スキタイとギリシャの兵士たち、ギリシャ人女性 復讐の女神

## あらすじ
時と場所：トロイア戦争後のトーリード

### 第1幕
聖なる森、狩りの神ディアヌの神殿

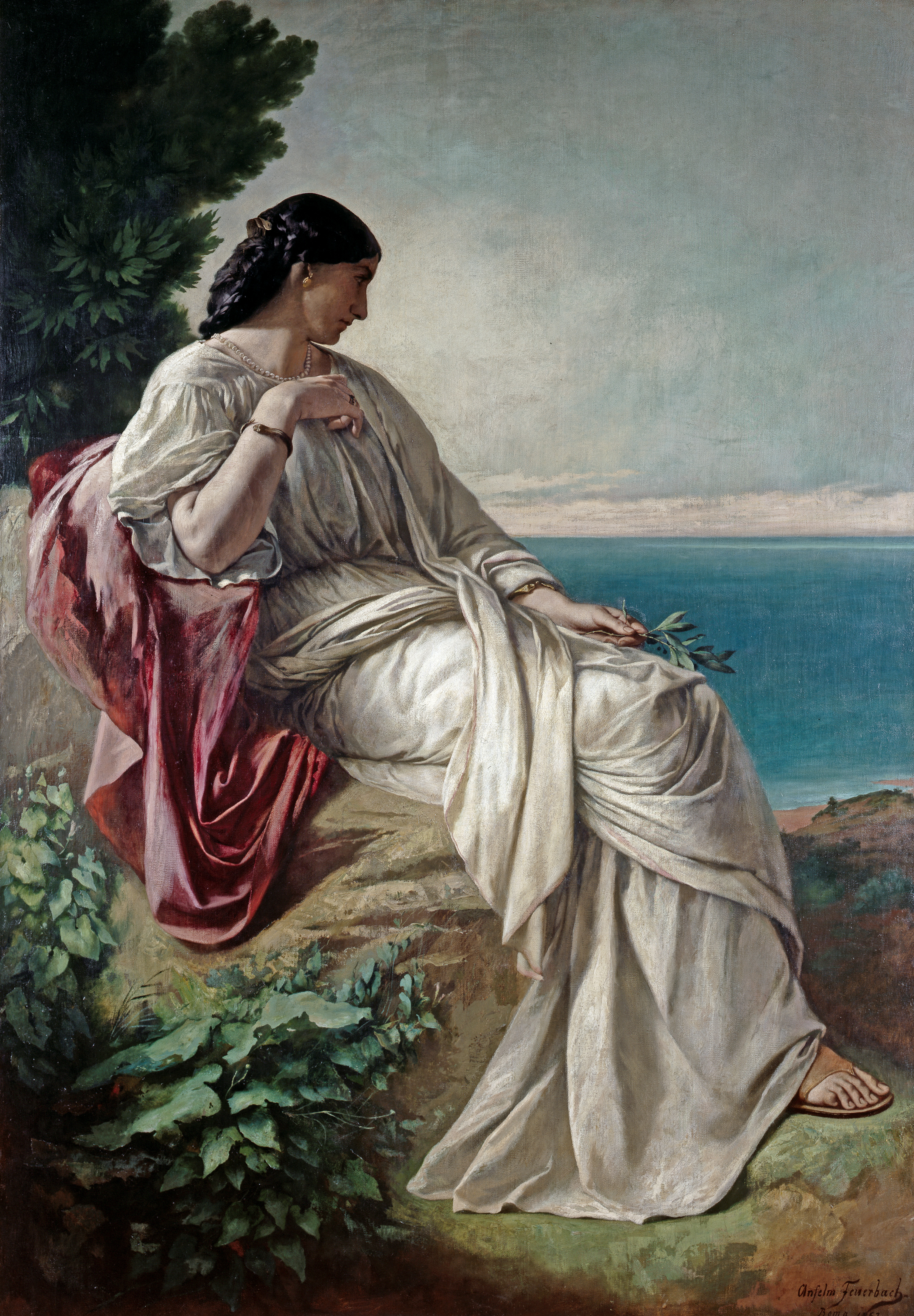
アンゼルム・フォイエルバッハによるイフィジェニー(1862年)

トロイア戦争から5年の歳月が流れ、アガメムノンによって生贄にされるところであったイフィジェニーは女神ディアヌに救われ、トーリードの地で女祭司長として生きていた。オペラは穏やかな〈静寂〉を表すメヌエットで始まるが、突如、嵐の到来を告げるアレグロが取って代わる。管弦楽による嵐の描写にピッコロが加わり、最高潮に達したところで、神の助けを求めるイフィジェニー、さらに女司祭たちの声が重なる。管弦楽による嵐の描写はイフィジェニーの苦悩をも象徴している。序曲と見なされる部分の中頃に声楽を導入している。これはオペラ史上最も注目すべきもののひとつである。嵐の夜が明けるとイフィジェニーが昨夜見た恐ろしい夢について語り始める。故郷ミケーネで久しぶりに会ったミケーネ王の父アガメムノンは、妻クリテムネストルによって殺害され血を流しており、父を殺したクリテムネストルが自分に近づき剣を渡したのだが、その時、弟オレストの叫び声が聞こえ、自分には抗えない力で、剣でオレストの胸を刺してしまうというものだったと語る。女祭司たちは怯えるイフィジェニーを慰める。イフィジェニーは弟を想い〈アリア〉「おお、我が天命を延ばせし神よ」（Ô toi qui prolongeas mes jours）と歌う。祖国の悲運を嘆きあう。そこにトーリードの王トアスが登場し〈アリア〉「暗い予感に」（De noirs pressentiments）を歌い、荒れ狂う神々の怒りを鎮めるために生贄を捧げよとイフィジェニーに命じる。その時、スキタイの兵士が嵐で難破した二人のギリシャ人がトーリードの海岸に打ち上げられたと報告する。トアスは早速その二人を捕虜とし生贄にするよう司祭たちに命令を下す。イフィジェニーが反対するのも聞き入れられず、トアスの命を受けた兵士らによって、オレストとピュラードという二人の若者が連れて来られる。宮殿ではトルコ風の様式による舞曲でスキタイ人の合唱と踊りが披露される。

### 第2幕
神殿の奥にある生贄の部屋

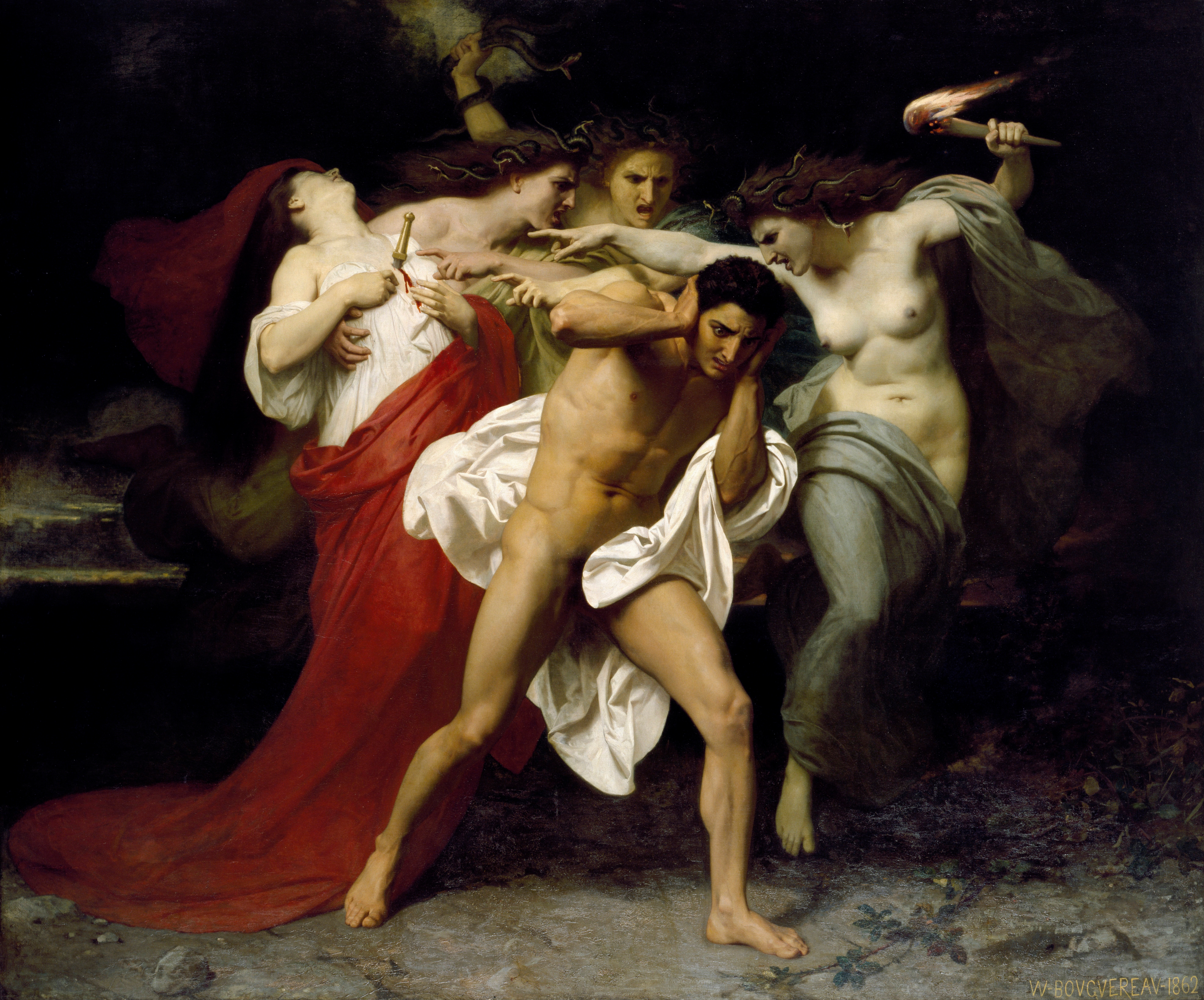
ウィリアム・アドルフ・ブグロー による『オレストの悔恨』(1862年)

第1～2場 オレストとピュラードは二人とも鎖で繋がれ、暗闇の中で運命の判決を待ち受けていた。オレストは罪の意識と後悔とに苛まれている。ピュラードは「何と恐ろしい沈黙よ！」（Quel silence effrayant!）と恐怖を歌う。オレストは「神よ、何故私につきまとうのか！」（Dieux qui me poursuivez）と嘆く。そこに神殿の祭司と衛兵が現れ、二人を引き離す。オレストとピュラードは幼少の頃よりずっと一緒だったのだから、共に死を迎えようと願う。しかし、ピュラードだけが連行され残されたオレストは絶望する。
第3～6場 オレストはピュラードが処刑されるために連れて行かれたと思い怒り狂って死を願う。やがてオレストは眠りに落ちるが、夢の中でオレストの前に復讐の神々が現れ、パントマイム、合唱「我ら、復讐せん、自然と怒りの神々をもって」（Vengeons et la nature et les Dieux en courroux!）と踊りでオレストの母親クリテムネストル殺しの罪を糾弾し、オレストは死の狂気の中に喘ぎ、母の姿を見たような錯覚を起こし目覚める。すると、イフィジェニーと祭司たちが現れ復讐の神は消え去る。長い歳月が経っているので、オレストは現れた女祭司長のイフィジェニーが自分の姉だとは気づかない。一方、イフィジェニーもオレストが弟だとは認識できず、彼女はこの若者がミケーネ出身と知り故郷の様子を訊ねる。オレストは王アガメムノンがその妻クリテムネストルによって殺害されこと、復讐の神がこの罪の償いとして、クリテムネストルの息子オレストに母殺しという父親の復讐をさせたと語る。そして、オレストも望んだ死を手に入れ、王家には姫エレクトラだけが生き残っていると語る。イフィジェニーは話を聞くと打ちのめされ「なんという惨劇。祖国も王も血族も失ったと嘆き、祭司たちは「我らは全てを失った、もう望みは無い」（Nous avons tout perdu, nul espoir ne nous reste!）と合唱する。生贄の儀式の支度が始まり、イフィジェニーは「おお！悲運なるイフィジェニー」（Ô malheureuse Iphigénie!）と歌う。

### 第3幕
イフィジェニーの部屋

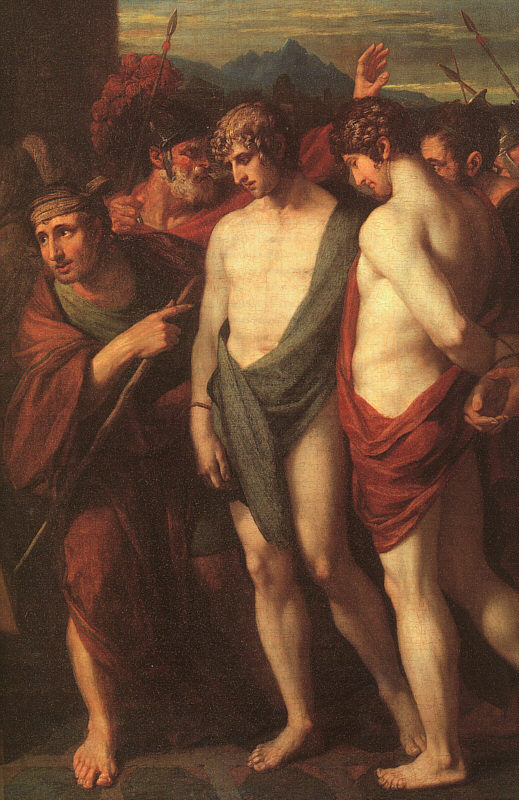
ベンジャミン・ウエストによるイフィジェニーの元に生贄として連れて来られたオレストとピュラード(1766年)

イフィジェニーは実家で起こった残酷な出来事を想い、エレクトラの身を案じて〈アリア〉「ああ、愛しき面影」（D'une image, hélas! trop chérie）を歌う。そこにオレストとピュラードが連行され、最期の時を迎え抱擁しあう。二人の友情の強さに感動したイフィジェニーは同郷である旨を伝え、何とかしてひとりの命だけでも救いたいと言う。するとオレストとピュラードは互いに友人の命乞いをし、対立する情念から3重唱となる。イフィジェニーは苦渋の選択を迫られる。彼女はギリシャに忠誠を誓ってくれている友がいるので、手紙を届けけるようオレストに任務を託す。オレストはピュラードを見捨ててここを出る訳にはいかないと訴えるが、イフィジェニーはすぐに出立する準備をするよう言い残し、その場を去る。
ピュラードは自分の死でオレストを救える事を喜ぶが、オレストは自分を死なせてくれれば、母親殺しの罪を咎める復讐の神々から逃れられるのだと訴える。ピュラードは「友よ、許してくれ」（Ah! mon ami, j'implore ta pitié!）と歌い、イフィジェニーの命令に従うよう懇願する。そこにイフィジェニーが現れ、ピュラードを憐れみつつも生贄の儀式に連れて行くように命令する。するとオレストはピュラードが殺されるのなら、私も自害すると訴える。やむなくイフィジェニーはオレストを生贄にするよう祭司に命じると、ピュラードに手紙を託し、必ずエレクトラに渡すよう命じる。ピュラードはオレストの深い友情に感銘を受け、アリア「偉大なる魂の崇高さよ」（Divinité des grandes âmes）と歌い、命に代えてもオレストを救い出す決意を固め、出発するのだった。

### 第4幕
ディアヌの神殿

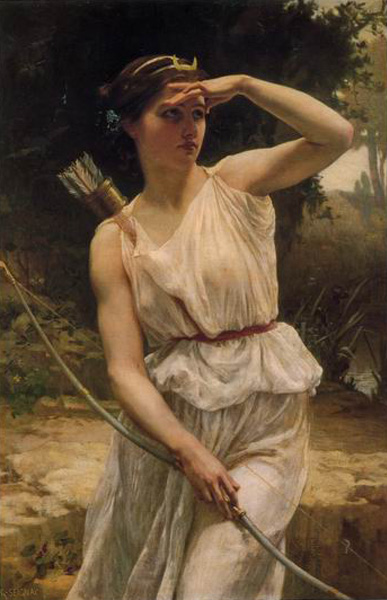
ギヨーム・セイニャクによる狩りをするディアヌ

イフィジェニーは独りディアヌ像の下に佇み、なぜかあのギリシャ人を殺せない「神よ、お願いですから」（Je t'implore et je tremble）と深い苦悩を歌う。そこに祭司たちに連れられてオレストが現れ「犯した罪の責め苦からやっと解放される」（Voilà le terme heureux de mes longues souffrances）と歌う。 讃美歌と祭司たちのディアヌへの祈りが捧げられる。オレストは祭壇に横たえられ、身を清められる。ついに生贄の儀式を執り行うイフィジェニーに巫女の一人からナイフが渡される。オレストは生贄の儀式に臨み古い記憶が蘇り、目の前にいる女司祭長こそ、実の姉であることに気づく。そして、あなたもかつてギリシャのオーリードで生贄となった愛しい姉イフィジェニーと話しかける。イフィジェニーもオレスト、私の弟なのねと呼ぶ。祭司たちは生贄がミケーネの王オレストであることを知り、騒然となる。姉と弟は再開できた喜びに震え、抱き合う。しかし、喜びもつかの間、ギリシャ人の女性が慌てて駆け込んで来る。そして、暴君トアスは捕虜の一人が逃亡した事を知り、即刻生贄の儀式を実行するためにこちらに向かっていると伝える。イフィジェニーは生贄の儀式などさせずに、トアスからミケーネの王を守ろうと告げる。皆が混乱する中、衛兵たちを率いてトアスが現れ、オレストの正体を知りながらも生贄の全ての血を神に捧げよと激怒しオレストを取り押さえる。イフィジェニーは命令を拒否し、オレストは実の弟であり、アガメムノンの息子にしてミケーネの王であると告げる。衛兵や祭司たちは怯む。その時ギリシャ軍を率いて戻ったピュラードが現れ、トアスを殺害する。第1幕の嵐の音楽にのって、ギリシャ人とスキタイ人の間に戦いが巻き起る。まもなく降臨した女神ディアヌによって戦いは遮られる。ディアヌは長きにわたり野蛮の地におさえられていた我が像をギリシャに返還せよと命じる。さらに、オレストの罪は償われた、ギリシャに帰還し、イフィジェニーと共に、ギリシャを再建するよう告げる。最後は全員による合唱で「長く怒りにあった神々よ」（Les Dieux, longtemps en courroux）と人々の旅立ちと静かな海への回帰が合唱され、締めくくられる。

## 主な全曲録音・録画
| 年   | 配役 イフィジェニー オレスト ピュラード トアス                                                                    | 指揮者 管弦楽団 合唱団                                                                                | レーベル                                                                       |
| ---- | --- | --- | ------------------------------------------------------------------------------ |
| 1952 | パトリシア・ネウェイ ピエール・モレ レオポルド・シモノー ロベール・マサール                                       | カルロ・マリア・ジュリーニ パリ音楽院管弦楽団 パリ声楽アンサンブル                                    | CD: Profil ASIN: B01K8O1T4S 1952年のエクサンプロヴァンス音楽祭でのライヴ録音。 |
| 1957 | マリア・カラス ディノ・ドンディ フランチェスコ・アルバネーゼ アンセルモ・コルツァーニ                             | ニーノ・サンツォーニョ ミラノ・スカラ座管弦楽団 ミラノ・スカラ座合唱団                                | CD: EMI ASIN: B001CSQJEK イタリア語歌唱                                        |
| 1982 | ピラール・ローレンガー ディートリヒ・フィッシャー＝ディースカウ フランコ・ボニゾッリ デイヴィッド・カンバーランド | ランベルト・ガルデルリ ミュンヘン放送管弦楽団 バイエルン放送合唱団                                    | CD: ORFEO ASIN: B000028AX4                                                     |
| 1985 | ダイアナ・モンタギュー トーマス・アレン ジョン・エイラー ルネ・マシス                                             | ジョン・エリオット・ガーディナー リヨン国立歌劇場管弦楽団 モンテヴェルディ合唱団                      | CD: EMI ASIN: B00000E348                                                       |
| 1992 | キャロル・ヴァネス トーマス・アレン イェスタ・ヴィンベルイ ジョルジョ・スーリアン                                 | リッカルド・ムーティ ミラノ・スカラ座管弦楽団 ミラノ・スカラ座合唱団                                  | CD: Sony ASIN: B01NBEEWN9                                                      |
| 1999 | ミレイユ・ドゥランシュ サイモン・キーンリーサイド ヤン・ブロン ロラン・ナウリ                                     | マルク・ミンコフスキ ルーヴル宮音楽隊 レ・ミュジシャン・デュ・ルーヴル合唱団                          | CD: Archiv ASIN: B00005AAFC                                                    |
| 2000 | スーザン・グラハム トーマス・ハンプソン ポール・グロ－ヴス フィリップ・ルイヨン                                   | アイヴァー・ボルトン モーツァルテウム管弦楽団 ザルツブルク音楽祭合唱団                                | CD: ORFEO DOR ASIN: B00005RTSS 2000年ザルツブルク音楽祭でのライヴ録音。        |
| 2001 | ジュリエッテ・ガルスティアン ロドニー・ギルフリー デオン・ヴァン・デア・ヴァルト アントン・シャリンガー           | ウィリアム・クリスティ ラ・シンティッラ・オーケストラ チューリッヒ歌劇場合唱団 演出: クラウス・グート | DVD: Opus Arte ASIN: B01BMT53RM                                                |
| 2011 | ミレイユ・ドゥランシュ ジャン＝フランソワ・ラポワント ヤン・ブロン ロラン・アルヴァロ                             | マルク・ミンコフスキ ルーヴル宮音楽隊 ネーデルラント・オペラ合唱団 演出: ピエール・オーディ           | DVD: Opus Arte ASIN: B00ANRQBGC                                                |